# 下宿人 (ドクター・フーのエピソード)
「下宿人」（げしゅくにん、原題: The Lodger）は、イギリスのSFドラマ『ドクター・フー』の第5シリーズ第11話。2010年6月12日に BBC One で初放送された。脚本はギャレス・ロバーツが担当し、彼が2006年の Doctor Who Magazine に掲載された自身のコミック・ストリップ "The Lodger" を元に執筆した。
本作では、11代目ドクター（演:マット・スミス）が地球に取り残され、ターディスに乗ったままのコンパニオンのエイミー・ポンド（演:カレン・ギラン）も未知の力により着陸を妨害されて離れ離れになる。調査のためドクターはクレイグ・オーウェンズ（演:ジェームズ・コーデン）の共同住宅に下宿し、知らず知らずのうちにクレイグと彼の女友達ソフィー（演:デイジー・ハガード）との仲介に貢献しつつ、一般的な人間の生活に合わせていく。
製作総指揮のスティーヴン・モファットはロバーツの原作コミック・ストリップのファンであり、第5シリーズ用にエピソード化することを熱望した。コミック・ストリップのいくつかの要素は残されたものの、ロバーツは本作の大半を一から書き上げた。「下宿人」は予算の制約上後回しにされていた「ハウスの罠」の枠を置き換えたもので、結果的に第5シリーズでは最後に撮影されることとなった。本作の最終視聴者数は644万人で、これは『ドクター・フー』第5シリーズで最低記録であった。しかし、Appreciation Index は放送当時の第5シリーズにおいて最高値であり、批評家のレビューも肯定よりであった。スミスとコーデンの演技が称賛されたが、解決方法に落胆する批評家もいた。

## 連続性
クレイグの冷蔵庫にはオルセー美術館で開催されているフィンセント・ファン・ゴッホ展の絵ハガキ広告が貼られていたが、これは前話「ゴッホとドクター」でドクターとエイミーおよびゴッホ本人が訪れたものである。本作の終わりにドクターはクレイグの住所のメモを渡すようにエイミーに頼んだが、これは本作の冒頭で前の時系列のドクターが持っていたものである。エイミーがメモを残す様子は第5シリーズのフィナーレ「ビッグバン」で描かれており、これがドクターのタイムラインが巻き戻って彼が自身の過去を訪れている時のことであった。クレイグの共同住宅の2階に位置していた宇宙船のコントロールルームは「ドクターからの招待状」「静かなる侵略者」で再登場し、サイレンスと繋がりを見せる。コーデンはギャレス・ロバーツによる本作の続編である第6シリーズ「子連れのコンパニオン」にてクレイグ役で再登場する。

## 製作
「下宿人」は2006年の Doctor Who Magazine 第368号に掲載されたギャレス・ロバーツによる同名のコミック・ストリップを元としている。コミック版では、10代目ドクターがローズ・タイラーとターディスの到着を待ちながら数日間ミッキー・スミスのアパートで過ごし、偶然にも狂暴な地球外生命体の種族から地球を隠して守った。この物語は、ドクターが人間の生活の日々を体験するというロバーツが幼少期から想像していたアイディアと、宇宙よりもむしろ地球を舞台にした物語を楽しんでいたことを元にしていた。ロバーツのオリジナルのコミック・ストリップは新しいエグゼクティブ・プロデューサーのスティーヴン・モファットの目に留まり、彼はロバーツがコミックをエピソード化することを熱望した。ロバーツはテレビ版エピソード化するアイディアをかつて持っていたが、彼はこのことに決して言及しなかった。ロバーツは自身のコミックが以前コーネルの小説からエピソード化された「ジョン・スミスの恋」「ファミリーと永遠の命」ほどエピソード化に向いていないと考え、代わりにエピソードの大部分をほとんど一から書き直した。
コミックからエピソードに取り入れられた要素には、ドクターがソニック・スクリュードライバーと歯ブラシを間違える、ドクターがサッカーに長けているというものがある。しかし、ロバーツはエピソードがコミック・ストリップとは完全に異なるシチュエーションであると述べており、ドクターがミッキーと違ってクレイグを知らないこと、アパートの2階の敵が新たに追加されていることを根拠に挙げた。ロバーツがエピソードの執筆を始めた時、彼は第5シリーズ全体のプロットは知っていたが、誰が11代目ドクターにキャスティングされたかは把握していなかった。彼はモファットの完成した台本を元にドクターの台詞を書き、さらなるキャラ付けはマット・スミスによる台詞の読み上げで追加された。
本作には複数の文化的レファレンスも組み込まれている。ドクターがシャワーを浴びる時に彼は『女は気まぐれ』(La donna è mobile)を歌って檻、これは Inferno で3代目ドクターも歌っていた。ドクターは宇宙船のホログラムに自己紹介する時に "Captain Troy Handsome of International Rescue" と叫んでおり、これはジェリー・アンダーソンとシルビア・アンダーソンによる『海底大戦争 スティングレイ』のトロイ・テンペスト艦長と『サンダーバード』の国際救助隊を反映している。Slant Magazine のスティーヴン・クーパーも、ドクターが  "Please state the nature of your emergency." と述べた部分を『スタートレック:ヴォイジャー』のドクターの反映であるとした。
予算の関係で「ハウスの罠」は第6シリーズに先延ばしされ、「下宿人」はそれに置き換えられた形となる。「下宿人」は「エイミーの選択」と共に第5シリーズの最後の製作ブロックである第7製作ブロックで製作された。両エピソードの台本の読み合わせは2010年2月17日に Upper Boat Studios で行われた。ロケ地での撮影は同年3月上旬に行われ、クレイグのアパートは Westville Roadで、サッカーの試合は以前「影の森」のロケ地にも使用されたカーディフのヴィクトリア・パークで撮影された。試合の撮影ではマット・スミスは自身のサッカーの技術を披露した。彼はユースのサッカー選手としての経験があり、負傷して俳優に転向するまではノーサンプトン・タウンFCやノッティンガム・フォレストFCおよびレスター・シティFCのユースチームに所属していた。そのため、サッカーのシーンでは振り付けはほとんど必要とされなかった。

## 放送と反応
「下宿人」はイギリスでは 2010年6月12日に BBC One で、アメリカでは姉妹局のBBCアメリカで2010年7月10日に放送された。イギリスでは2010 FIFAワールドカップのイングランドの試合と放送時刻が重複し、当夜の視聴者数は460万人に留まった。最終合計値は644万人で、598万人が BBC One、46万人が BBC HD のサイマル放送での視聴者であった。その週の BBC One の番組では6番目に高い記録を残し、その週の全チャンネルでは21番目であった。その日で2番目に多く視聴された番組であったものの、『ドクター・フー』第5シリーズでは最も視聴者数の少ないエピソードとなった。しかし Appreciation Index は87で、放送当時は第5シリーズで最高値を記録した。

### 批評家の反応

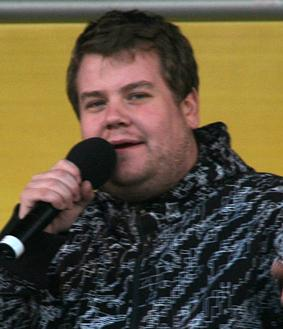
批評家はマット・スミスとジェームズ・コーデン（写真）の演技と相性を称賛した。

「下宿人」に対する批評家のレビューは肯定よりであった。デイリー・テレグラフのギャヴィン・フラーは本作を「楽しいものだ」「すっかり楽しめる」「面白おかしい」と論評した。特に彼はコーデンとハガードがありふれたロマンティック・コメディのクリシェにならなかったことと、スミスの演じるドクターがほとんど人間でありながら非人間らしさも垣間見せていることを称賛した。しかし、潜伏するタイムマシンの起源が説明されなかったことに彼は不満を表明した。ガーディアン紙のダン・マーティンは本作を「今年で最も強力なエピソードの1つ」であると言い、スミスとコーデンの演技を絶賛した。しかし、彼はドクターが人間のフリをしている時に何故普段のジョン・スミスの偽名を使わないのかを不思議に感じた。
ラジオ・タイムズの批評家パトリック・マルケーンはコーデンとスミスを称賛したが、本作が完全に満足できるものではなかったと述べた。彼は2階の悪役に興味を惹かれず、ユーモアの効いた冗談よりも大笑いのできる瞬間を求め、日々の雰囲気に投げ込まれたドクターが印象的でなくなったように見えることを嫌った。IGNの批評家マット・ウェールズは本作を10点満点で7点とし、「プロットの面ではよりフワフワとしたエピソードの1つだ」と言及したが、「場違いの冒険が少なく楽しめる」と述べた。彼はスミスについて「見ていて極めて楽しい」、コーデンとハガードについて「見事に自らの無罪を主張した」と評価した。しかし、彼は演出に「緊張感のほとんどない」ままだった異星人の脅威や、物語の他の部分と上手く噛み合っていないエイミーのシーン、「全てがわけの分からないごちゃ混ぜに崩壊した」短い解決方法など、「より伝統的な『ドクター・フー』の要素」を批判した。
SFXのラッセル・レウィンは「下宿人」に5つ星中3つ半を与えて「機知に富んだ会話に溢れている」「フィナーレ前の愉快な気分転換だ」と述べ、第5シリーズの他のエピソードの間の "mid-table" に格付けした。The A.V. Club のケイス・フィップスはA-と評価し、スミスにドクターとしての喜劇の深さを示させた「面白いピクニック」であると述べた。また、彼はゲスト出演者も称賛した。階段上のエイリアンについては「極めて標準仕様だ」と言及したが、彼はそれが「安全と停滞そして自分の第四の壁のすぐ外に忍び寄る危険の無知に、マンネリに留まることで繋がっている」ことと自己満足の罠のメタファーであることを気に入った。

## ホームメディア
「下宿人」は「ゴッホとドクター」や「パンドリカが開く」および「ビッグバン」と共にリージョン2のDVDとブルーレイディスクで2010年9月6日に発売された。同年11月8日には、完全版第5シリーズDVDセットとして再発売された。日本語版DVDは2014年10月3日に『ドクター・フー ニュー・ジェネレーション DVD-BOX 1』に同梱されて発売された。

### 書籍
2011年5月、学校リテラシープログラム用にピーター・グティエレスによる本作の小説版が Pearson Education から出版された。